# Pas de Deux (banda)
Pas de Deux fue una banda de música belga formada por Walter Verdin, Dett Peyskens y Hilde van Roy, conocidos por su participación en el Festival de la Canción de Eurovisión 1983 y la controversia creada a raíz de su elección como representante de Bélgica aquel año. El grupo fue formado por Walter Verdin en Lovaina en 1982.

## Festival de Eurovisión
Pas de Deux fue uno de los nueve participantes en la selección que tuvo lugar en Bélgica para elegir al representante en Eurovisión de 1983. Inicialmente cada candidato interpretaba tres canciones, y la mejor de cada grupo pasaba a una final.  La final tuvo lugar el 19 de marzo. El jurado eligió, de las nueve finalistas, la canción de Pas de Deux "Rendez-vous" como representante en el Festival de Eurovisión de 1983. "Rendez-vous" consistía en una línea casi sin sentido ("Rendez-vous, maar de maat is vol en m'n kop is toe") repetida con una rápida y rítmica instrumentación, mientras Peyskens y van Roy bailaban descalzas. La canción desconcertó al público más conservador, la mayor parte del cual apoyaba a cantantes más convencionales, como Bart Kaëll y Wim de Craene. Cuando parecía que el jurado daba como clara vencedora a la canción "Rendez-vous", el público transformó el desconcierto en rabia. Hubo abucheos y silbidos, y parte del público abandonó antes de que "Rendez-vous" volviera a ser interpretada. Pas de Deux pareció no se preocuparon por la reacción y más bien se divirtieron con ella.
El Festival tuvo lugar el 23 de abril en Múnich, y "Rendez-vous" no tuvo éxito, acabando en 18º lugar de 20 países y recibiendo puntos solo de Reino Unido, España y Portugal. A pesar del pobre resultado, "Rendez-vous" ha llegado a ser muy respetada en los círculos de Eurovisión, ya que se ve como un buen ejemplo de una canción que, en términos de estilo y puesta en escena, fue demasiado moderna y arriesgada para tener éxito con los jurados de Eurovisión de 1983.

## Tras Eurovisión
"Rendez-vous" alcanzó el top 30 belga, pero el siguiente single, "Manimeme", pasó sin pena ni gloria y el grupo se disolvió. Verdin se convirtió en video artista y van Roy en periodista televisivo, mientras que Peyskens continuó cantando y actuando.

## Discografía
Sencillos
- 1982: "The Lonely Guys"
- 1983: "Rendez-vous"
- 1983: "Manimeme"

Mini álbum
- 1983: Des Tailles